# Express Freighters Australia
 (octobre 2019).
Express Freighters Australia est une compagnie aérienne de fret basée à Sydney, en Australie. Elle a été créée en août 2006 et appartient entièrement à Qantas Freight, une filiale de Qantas.

## Flotte
- 4 Boeing 737-300F
- 1 Boeing 737-400F
- 1 Boeing 767-300ERF